# 安托万·德斯蒂·德·特拉西
安托万·德斯蒂·德·特拉西（法語：Antoine Destutt de Tracy，1754年7月20日—1836年3月9日），法国启蒙运动时期贵族、哲学家，“意识形态”（idéologie）一词的创造者。法国大革命爆发时曾被囚禁，拿破仑上台后进入政府工作，后被拿破仑疏远。德·特拉西与美国政治家托马斯·杰斐逊有书信来往。